# Kriminalitätsbelasteter Ort
Ein kriminalitätsbelasteter Ort (Abkürzung: kbO) ist im Sprachgebrauch der Berliner Polizei ein geografisch definiertes Gebiet in Berlin, in dem vergleichsweise häufig Straftaten von erheblicher Bedeutung wie Raub, Brandstiftung, Gefährliche Körperverletzung, Taschendiebstahl im Rahmen der organisierten Kriminalität oder Drogenhandel begangen werden. An kriminalitätsbelasteten Orten ist die Polizei befugt, verdachtsunabhängig Ausweispapiere zu kontrollieren und Personen sowie Sachen zu durchsuchen. In anderen Bundesländern gibt es zum Teil ähnliche Rechtskonstruktionen eines „gefährlichen Ortes“ unter je verschiedenen Bezeichnungen.

## Geschichte
Die Einordnung als kriminalitätsbelastete Orte, zuvor gefährliche Orte genannt, findet in Berlin seit 1994 statt. Eine entsprechende Kategorisierung erfolgt nach gemeinsamer Einschätzung des Landeskriminalamts, des Justiziarats und des Stabs des Polizeipräsidenten. Die Grenzen der betroffenen Gebiete werden mindestens monatlich überprüft und der aktuellen Lage angepasst.
Die Zahl der kbO schwankte bis zum Jahr 2014 zwischen 20 und 25. Im Folgenden fiel die Zahl der so eingeschätzten Gebiete auf zuletzt sieben (Stand: Mai 2021), weil bei einer Bewertung unter strengem Maßstab die Kriterien für eine Einordnung als kbO nicht mehr erfüllt wurden.
Die Liste der kriminalitätsbelasteten Orte wurde aus einsatztaktischen Gründen und um die Gegend nicht unnötig zu stigmatisieren, nichtöffentlich geführt. Im Jahr 2014 bekräftigte der damalige Polizeipräsident Klaus Kandt die Entscheidung der Berliner Polizei, die Liste der kbO nicht zu veröffentlichen. Die Nennung der Orte hätte auch „keinen Informationswert oder praktischen Nutzen für die Allgemeinheit“. Dieser Einschätzung schlossen sich die damaligen Koalitionsparteien SPD und CDU an, während sich Die Linke und die Piratenpartei aufgrund der Gefahr von Racial Profiling für eine Abschaffung der Liste aussprachen. Bündnis 90/Die Grünen zweifelten den Nutzen der Liste an und forderten ihre Veröffentlichung wie auch Evaluierung. Mitte 2017 beschloss die rot-rot-grüne Koalition, die als kriminalitätsbelastet eingeordneten Orte zu veröffentlichen. Um zu verhindern, dass Straftäter sich beispielsweise durch einen Straßenseitenwechsel einer verdachtsunabhängigen Kontrolle entziehen, werden die exakten Grenzen der kriminalitätsbelasteten Orte jedoch auch weiterhin nicht öffentlich benannt.

## Rechtsgrundlagen
Niedergelegt sind die entsprechenden Bestimmungen, die das an diesen Orten besondere polizeiliche Eingriffsrecht regeln, in den Paragrafen 21, 34 und 35 des Allgemeinen Sicherheits- und Ordnungsgesetzes (ASOG).

## Aktuelle Liste der kbO
Stand Mai 2021 führte die Berliner Polizei folgende kbO:
- Alexanderplatz
- Görlitzer Park / Wrangelkiez
- Warschauer Brücke
- Kottbusser Tor
- Hermannstraße / Bahnhof Neukölln
- Hermannplatz / Donaukiez
- Rigaer Straße

Im Mai 2018 waren der Kleine Tiergarten und der Leopoldplatz von der Liste gestrichen worden, seit Ende Januar 2019 wird Schöneberg-Nord im Bereich Nollendorfplatz und Teile des so genannten „Regenbogenkiezes“ nicht mehr als kbO eingestuft. Anzahl und Schwere der dort festgestellten Straftaten waren unter die festgelegte Schwelle gefallen.

## Kritik
Nach Ullrich und Tullney seien als gefährlich bezeichnete Orte „nicht unbedingt objektiv gefährlich, sondern Produkt komplexer Prozesse der Sichtbarmachung, Thematisierung und somit letztlich sozialen Konstruktion von Bedrohung“. Beispielsweise gehe es, so die Autoren, neben der Kriminalitätsbekämpfung und -prävention auch darum, Ordnung gegen „politische & subkulturelle Dissidenz“ zu schaffen. Ihre Kritik richtet sich auch an die Medien:

„Insbesondere die Boulevardpresse greift immer wieder die ‚gefährlichen Orte‘ auf, vereinfacht die komplexen sozialen Zusammenhänge gelegentlich zu Horrorszenarien, nicht selten vermischt mit rassistischen und klassistischen Untertönen – und reagiert damit einerseits auf polizeiliche Klassifikationen, verstärkt andererseits damit verbundene Gefahrendiskurse.“

Die Einführung eines örtlich gebundenen Generalverdachts füge sich „nahtlos in allgemeine Tendenzen der Rechtsentwicklung und insbesondere der Kriminalpolitik in der ‚Sicherheitsgesellschaft‘ [...] beziehungsweise der ‚Kultur der Kontrolle‘ [...]“, so ein Teil des Fazits von Ullrich und Tullney.
Die Aktion „Ban! Racial Profiling“, an der die Kampagne für Opfer rassistischer Polizeigewalt, die ISD und viele andere teilnahme, sollte auf Racial Profiling an kbO aufmerksam machen und forderte die Berliner Landesregierung auf diese abzuschaffen.
Die Gewerkschaft der Polizei hingegen forderte im Juni 2017, es sollten wieder mehr Gebiete als kbO eingestuft werden.